# Пюхяселькя
Пюхяселькя (фин. Pyhäselkä) — большое озеро в Восточной Финляндии, являющееся самым северным в Сайменской системе озёр. Высота над уровнем моря — 74,62—77,93 м.

## География
Площадь водной поверхности — более 361,1 км² (двенадцатое по площади зеркала озеро в Финляндии). Озеро находится на территории провинции Северная Карелия. Крупнейший населённый пункт, расположенный на берегу озера — город Йоэнсуу, другие населённые пункты на озере — Нииттюлахти, Нива, Липери, Ряаккюля. С северо-востока в озеро впадает река Пиелисйоки, текущая из озера Пиелинен, а с севера — канал, прорытый в XIX веке для контролируемого спуска воды из озера Хёютияйнен. На озере расположено более 300 островов, самые крупные из которых — парный остров Тикансаари (146 и 90 га), Песолансаари (289 га), Суурсаари (324 га) и Матинсаари (146 га).

## Экология
Качество воды в озере от удовлетворительного до хорошего (2013). Основными загрязняющими факторами являются сточные воды расположенных на берегу населённых пунктов, стоки сельскохозяйственных производств, а также деятельность целлюлозно-бумажного комбината в Уимахарьу, однако в последнее время качество воды улучшается за счёт запуска новых очистных сооружений в Кухасало (Йоэнсуу) и практически полного прекращения сплава леса по реке Пиелисйоки. На территории озера есть две природоохранные зоны (фин. natura-alueet): Оривеси/архипелаг Пюхяселькя и Йоки-Хауталампи.

## Животный мир
Озеро является важнейшим местом гнездования птиц (речная крачка, золотистая ржанка, большая выпь) и размножения сайменской нерпы (в районе Оривеси/архипелаг Пюхяселькя в юго-восточной части озера).

## Использование
По озеру проходят популярные яхтенные маршруты. Зимой (февраль-март) на озере прокладываются лыжные маршруты для классического и конькового хода общей протяжённостью не менее 60 км. В летнее время в населённых пунктах открываются пляжи.
Весной 1965 года на льду озера и в его окрестностях снимались сибирские сцены оскароносного фильма «Доктор Живаго» с Омаром Шарифом в главной роли.

## Галерея

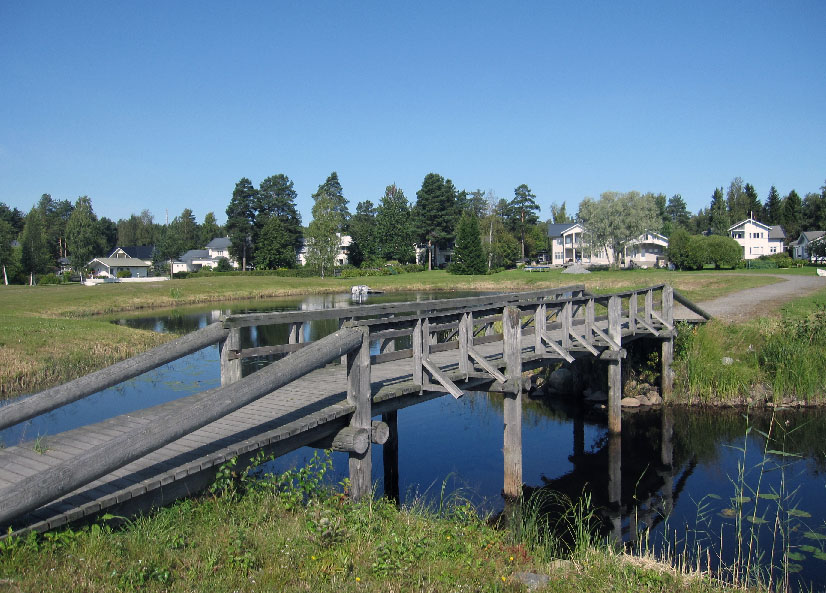
Берег озера с рядом деревянных мостиков в Нольякке (район Йоэнсуу)
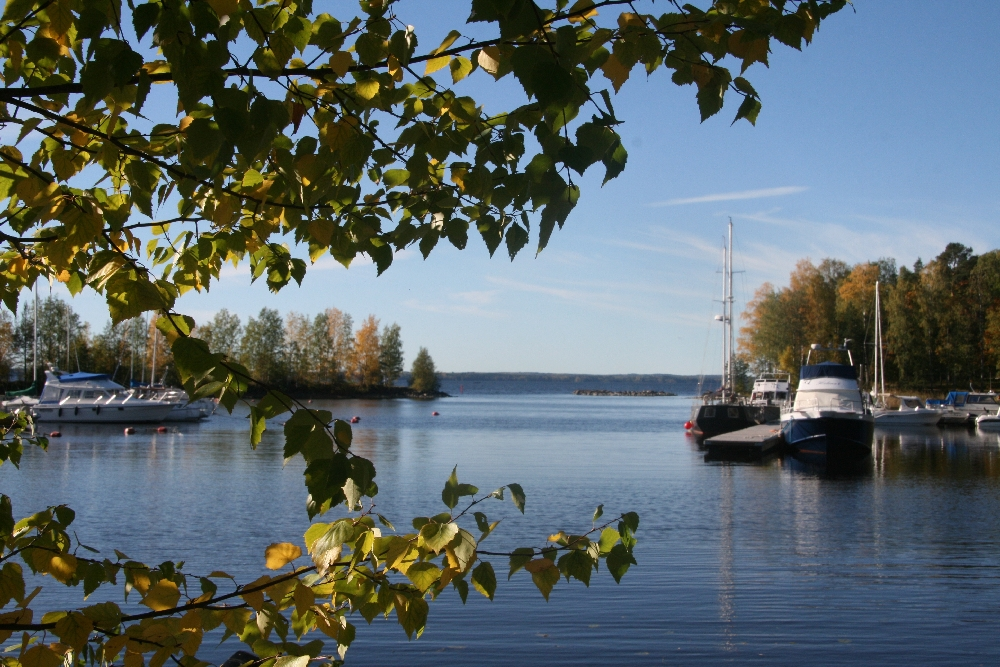
Бухта в Линнунлахти
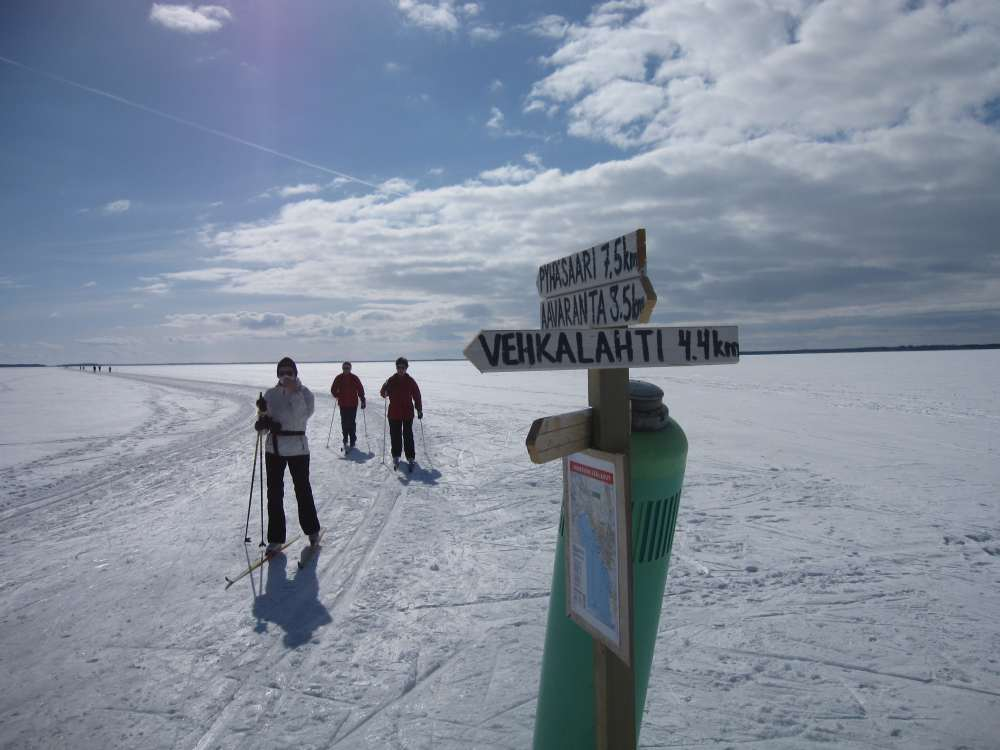
Лыжные трассы на льду озера
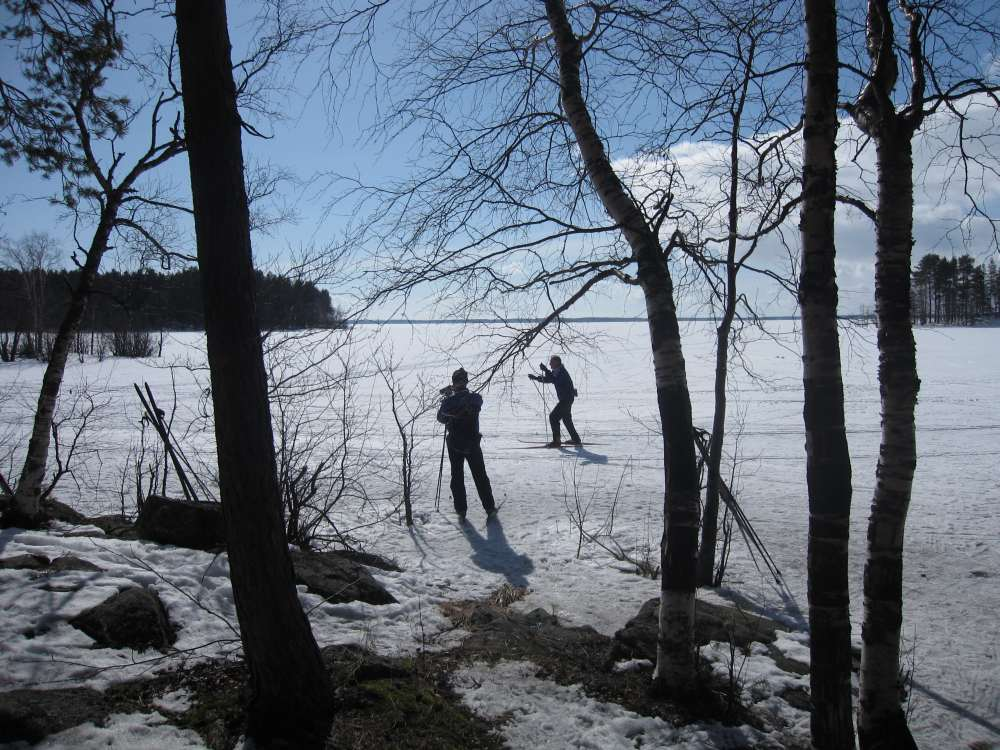
Остров Пюхясаари зимой
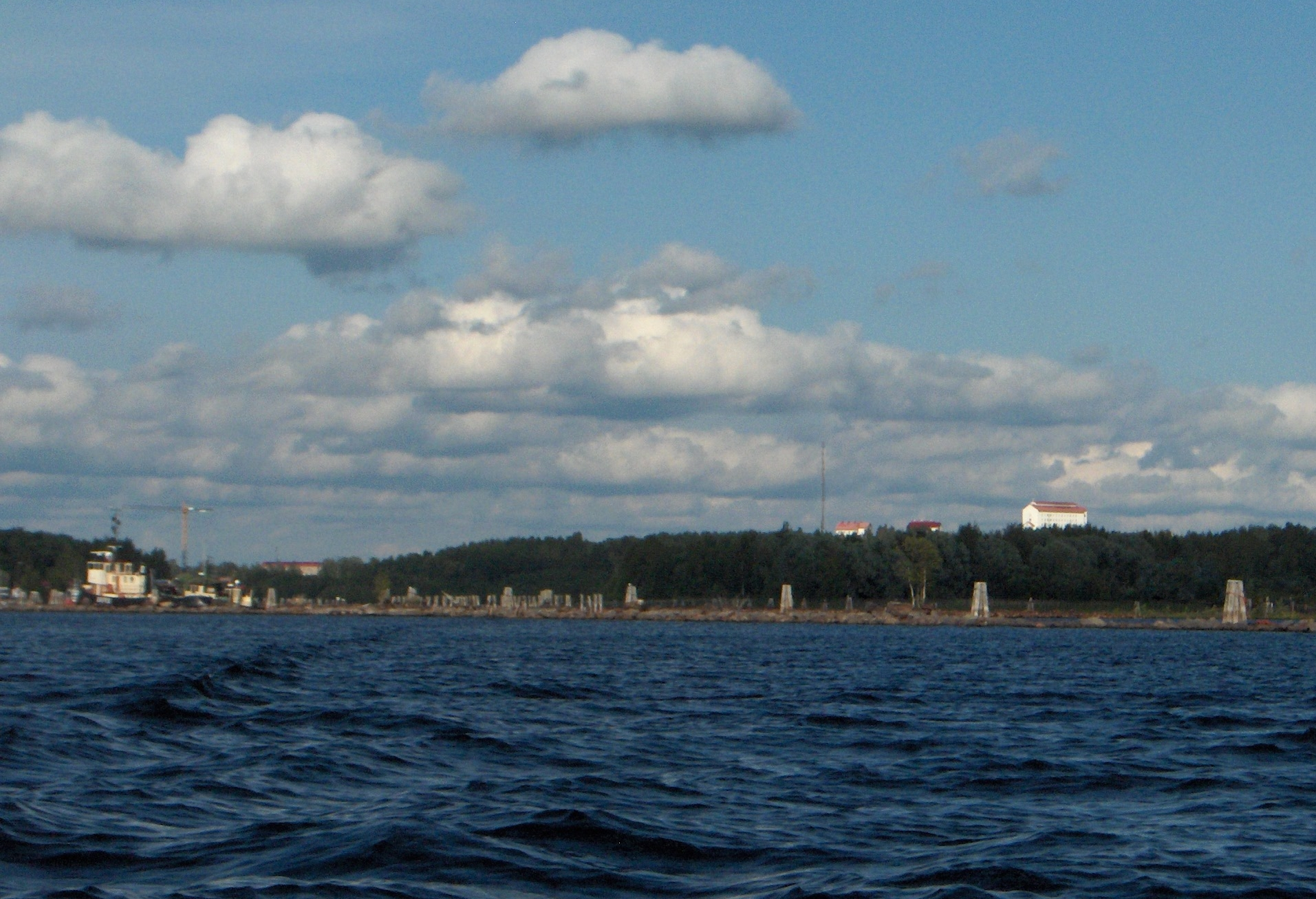
Вид на Нииниваару с озера